# 真田辰信
真田 辰信（さなだ ときのぶ、明暦2年（1656年） - 享保4年3月2日（1719年4月21日））は、真田守信の嫡男。長七。当初は片倉辰信を称す。号は一道斎。子に真田信成。
1670年（寛文10年）に父・守信の死去に伴い家督を継ぐ。1673年（延宝元年）に第3代松代藩主の真田信房に引見した。1712年（正徳2年）に仙台藩からの許可もあり、片倉姓から真田姓に変更した。

## 系譜
- 父：真田守信
- 母：五十嵐氏の娘
- 妻：真山氏の娘
  - 1子：真田信成（初め春信）
  - 2子：女子
  - 3子：真田信清（為春） 真山氏の養子となる
  - 4子：女子
  - 5子：真田英信（惟信） 分家をなす